# Crenicichla isbrueckeri
Crenicichla isbrueckeri é uma espécie de peixe da família dos ciclídeos e da ordem dos perciformes. Os machos podem alcançar 9,5 cm de comprimento. Encontra-se na América do Sul, bacia do rio Amazonas, no Brasil.